# Hamelia chrysantha
Hamelia chrysantha är en måreväxtart som beskrevs av Olof Swartz. Hamelia chrysantha ingår i släktet Hamelia och familjen måreväxter.
Artens utbredningsområde är Jamaica. Inga underarter finns listade i Catalogue of Life.